# San Francisco 49ers 1977
La stagione 1977 dei San Francisco 49ers è stata la 28ª della franchigia nella National Football League. Prima dell'inizio del campionato la squadra fu acquistata da Edward DeBartolo Sr., che affidò la gestione al figlio, Edward DeBartolo Jr..

## Partite

### Stagione regolare
| Turno | Data              | Avversario             | Risultato | Pubblico |
| ----- | ----------------- | ---------------------- | --------- | -------- |
| 1     | 19/9/1977         | at Pittsburgh Steelers | S 27–0    | 48,046   |
| 2     | 25/9/1977         | Miami Dolphins         | S 19–15   | 40,503   |
| 3     | October 2/10/1977 | at Los Angeles Rams    | S 34–14   | 55,466   |
| 4     | 9/10/1977         | Atlanta Falcons        | S 7–0     | 38,009   |
| 5     | 16/10/1977        | at New York Giants     | S 20–17   | 70,366   |
| 6     | 23/10/1977        | Detroit Lions          | V 28–7    | 39,392   |
| 7     | 30/10/1977        | Tampa Bay Buccaneers   | V 20–10   | 34,700   |
| 8     | 6/11/1977         | at Atlanta Falcons     | V 10–3    | 46,577   |
| 9     | 13/11/1977        | at New Orleans Saints  | V 10–7    | 41,564   |
| 10    | 20/11/1977        | Los Angeles Rams       | S 23–10   | 56,779   |
| 11    | 27/11/1977        | New Orleans Saints     | V 20–17   | 33,702   |
| 12    | 4/12/1977         | at Minnesota Vikings   | S 28–27   | 40,745   |
| 13    | 12/12/1977        | Dallas Cowboys         | S 42–35   | 55,851   |
| 14    | 18/12/1977        | at Green Bay Packers   | S 16–14   | 44,902   |